# アポロ13号
アポロ13号は、1970年4月に行われた、アメリカ合衆国のアポロ計画の7度目の有人月飛行である。途中での事故によりミッション中止を余儀なくされながらも、その後に見舞われた数多くの深刻な危機的状況を脱し、乗組員全員が無事に地球へ帰還した。

## 概要
1970年4月11日、米中部時間13時13分、ジェームズ・A・ラヴェル船長、ジョン・L・スワイガート司令船操縦士、フレッド・W・ヘイズ月着陸船操縦士を乗せたサターンV型ロケットは、3度目の有人月面飛行を目指して、ケネディ宇宙センター第39発射施設から発射された。
2日後、電線が短絡し火花が散ったことにより機械船の酸素タンクが爆発し、飛行士たちは深刻な電力と水の不足に見舞われることになった。司令船には独自のバッテリーと酸素が搭載されているが、それらは大気圏再突入の際に必要になるもので、使用することはできない。司令船の電力消費を限界まで抑えるために、月着陸船を救命ボート代わりにして、生成量が激減した飲料水の消費を極力控える負荷に耐え、無事地球に生還した。
この危機対応の鮮やかさにより、この一件は「成功した失敗 (successful failure)」、「栄光ある失敗」などと称えられた。

## 搭乗員
※ （ ）内は、この飛行も含めた宇宙飛行回数

### 主搭乗員
- ジェームズ・A・ラヴェルJr. (James A. Lovell, Jr.)：船長 (4)
- ジョン・L・スワイガートJr. (John L. Swigert, Jr.)：司令船操縦士 (1)
- フレッド・W・ヘイズJr. (Fred W. Haise, Jr.)：月着陸船操縦士 (1)

※ 当初、司令船の操縦士にはケン・マッティングリーが予定されていたが、予備着陸船操縦士のチャールズ・デューク (Charles Duke) が血液検査の結果、風疹に感染している可能性があり、風疹に免疫がないマッティングリーに伝染する可能性が高かったため、スワイガートと交替になった。このため、着陸船に取り付けられていた銘板はマッティングリーの名が刻まれており、後で交換するためにスワイガートの名が刻まれた物が司令船に持ち込まれていた。月着陸を果たせず、交換できなかった銘板は地球へ持ち帰られた。
尚、マッティングリーとデュークは後にアポロ16号にともに搭乗している。しかし、ケン・マッティングリーはその生涯を通じて風疹を発症しなかった。

### 予備搭乗員
- ジョン・W・ヤング (John W. Young)：船長
- ジョン・L・スワイガートJr. (John L. Swigert, Jr.)：司令船操縦士、マッティングリーと交替で実際に飛行
- チャールズ・M・デュークJr. (Charles M. Duke Jr.)：月着陸船操縦士

### 地上支援飛行士
- ヴァンス・D・ブランド (Vance D. Brand)
- ジャック・R・ルースマ (Jack R. Lousma)
- ジョセフ・P・カーウィン (Joseph P. Kerwin)

### 飛行主任
- ジーン・クランツ (Gene Kranz)：白班
- ミルト・ウィンドラー (Milt Windler)：茶班
- グリン・ラニー (Glynn Lunney)：黒班
- ゲリー・グリフィン (Gerry Griffin)：金班

### 数値
- 宇宙船質量：司令船28,945kg、着陸船15,235kg
- 地球周回軌道近地点：181.5km
- 地球周回軌道遠地点：185.6km
- 軌道傾斜角：33.5°
- 地球周回時間：88.07分

### 事故発生地点
- 1970年4月14日 03:07:53(UTC)、地球から321,860km上空

### 月面への最接近
- 1970年4月15日 00:21:00(UTC)、月面から254.3km上空

## 計画の焦点
アポロ13号の着陸地点は、直径80kmのフラ・マウロクレーターを持つフラ・マウロ高地が予定されていた。ここは過去に巨大な隕石が衝突したとき、地下の溶岩が噴出したことによって形成されたと考えられる小丘で、地質学的に見てきわめて興味深いサンプルを採集できると期待されたため、候補として選ばれた。フラ・マウロへの着陸は、次のアポロ14号で実現された。
当初、発射は1970年3月に予定されていたが、（公式には）12号が持ち帰った月の石の分析に時間を掛ける必要があるとして、同年4月に延期されている。
13号は、実はすでに発射直後から不具合を発生させていた。まず第2段ロケットS-II の中央エンジンが、予定より2分早く燃焼を停止してしまった。しかしながらこの時は周囲の4基のエンジンが自動的に燃焼時間を延長し、軌道を修正したため大事には至らなかった。後の分析によると故障の原因は共振によるもので、エンジンの振動は68G、16Hzという危険な水準にまで達していた。エンジンを支えるフレームは76mmも歪み、第2段を空中分解させかねないほどの振動と歪みであったが、この振動によってセンサーが圧力を過度に低く表示したため、コンピューターが自動的にエンジンを停止した。
これより小さな振動は13号以前の飛行でも起こっていたが（またそれは、ジェミニ計画初期の無人飛行の段階から発生しており、ロケットに固有の現象と考えられていたが）、13号ではターボポンプの中でキャビテーションが発生したことにより、振動が拡大されたのであった。このため後の飛行では、13号の時点ではまだ開発途上であった振動抑制装置が取りつけられることになった。同時に、圧力振動を減少させるため液体酸素の供給ラインの中にヘリウムガスを満たしたサージタンクを設置し、故障が発生した際に中央エンジンを自動的に停止する装置を設け、またすべてのエンジンの燃料バルブを簡素化するなどの改善が図られた。

### 事故発生

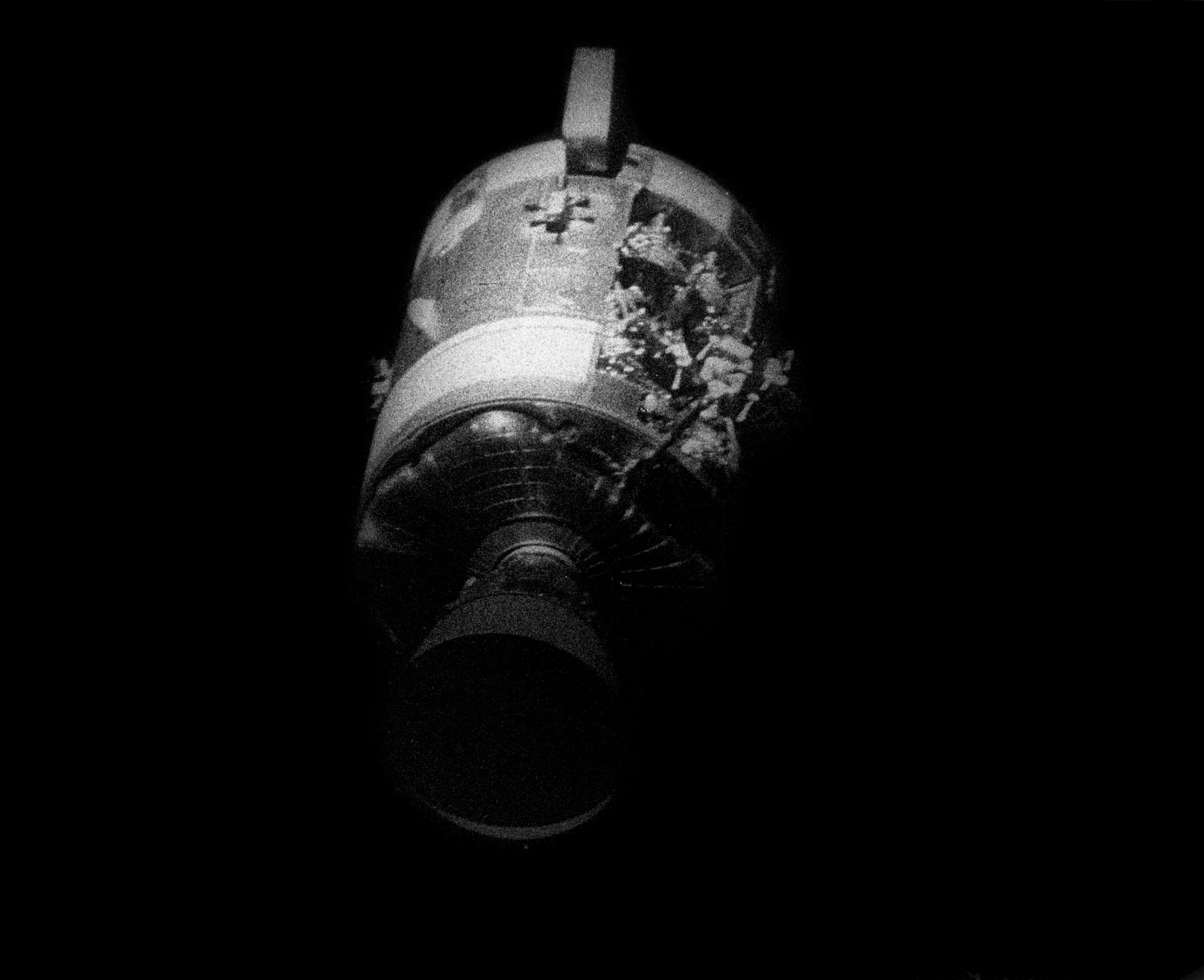
損傷した13号の機械船（大気圏再突入直前、切り離した直後に撮影）

地球から321,860km離れたとき（アメリカ東部標準時で1970年4月13日）、機械船の2基ある酸素タンクのうちの一つが突然爆発した。飛行士が第2タンクの攪拌機のスイッチを入れたとき、タンク内部の、テフロン製皮膜が損傷していた電線が短絡し放電した。圧力はあっという間に限界値の7MPaを超え、瞬間的に燃焼した。もっともこれはずっと後になってから事故調査委員会の分析によって明らかになったことで、飛行士たちはこの時点では微小天体が衝突したのだと思っていた。
この爆発により、1番タンクも損傷した。計器盤の残量表示はゆっくりと下がりつつあり、数時間後には機械船の酸素は完全に空になってしまうと考えられた。管制センターは飛行士がメーターの表示を読み上げるのを中断させ、内容物を維持することを最優先にさせた。
もし機械船の酸素がなくなってしまったら、司令船に搭載されている分を使わざるを得なくなる。しかしそれは機械船を切り離したあと、大気圏再突入の際に必要になるもので、約10時間分しか用意されていない。そのためジョンソン宇宙センター（コールサイン「ヒューストン」）の管制センターは、司令船の機能を完全に停止し月着陸船に避難するよう飛行士たちに指示した。この手順は地上での訓練では何度も行なわれていたが、まさかそれを実行する時が来るとは誰も思っていなかった。この時、アポロ8号のように着陸船が存在していなければ、飛行士たちは確実に命を落としていたところであった。
この事故により月面着陸は不可能になり、3人の宇宙飛行士を速やかに地球に帰還させなければならなくなった。採り得る選択肢として、宇宙船全体を反転させ、機械船のエンジンを噴射して減速しさらに帰還方向に加速して引き返す「直接中止」、月の裏側を回って自動的に地球に帰還することができる自由帰還軌道を利用する「月周回中止」などがあった。直接中止には機械船のエンジンが完全な状態で使用できることが前提であるが、13号の場合は爆発により機械船のエンジンが損傷を受けている可能性が大きく、この方法による帰還は避けるべきと判断された。一方の月周回中止については、13号は当初はこの軌道に乗って月を目指していたが、フラ・マウロへ向かうため打ち上げの翌日に機械船のエンジンを噴射して自由帰還軌道から離脱しており、そのまま放置すると月の裏側を回って地球の方向には戻るが、しかし地球を大きく外れてしまう長大な楕円軌道に乗っていた。そのため、事故発生からおよそ5時間半が経過した時点で、宇宙船を自由帰還軌道に戻すために月着陸船の降下用エンジンを噴射して軌道修正が実行された。その後、再度の軌道修正と帰還までの所要時間を短縮するための両方の目的で、月面に最接近2時間後に着陸船の降下用エンジンを噴射して宇宙船を加速するPC+2噴射が実行された。

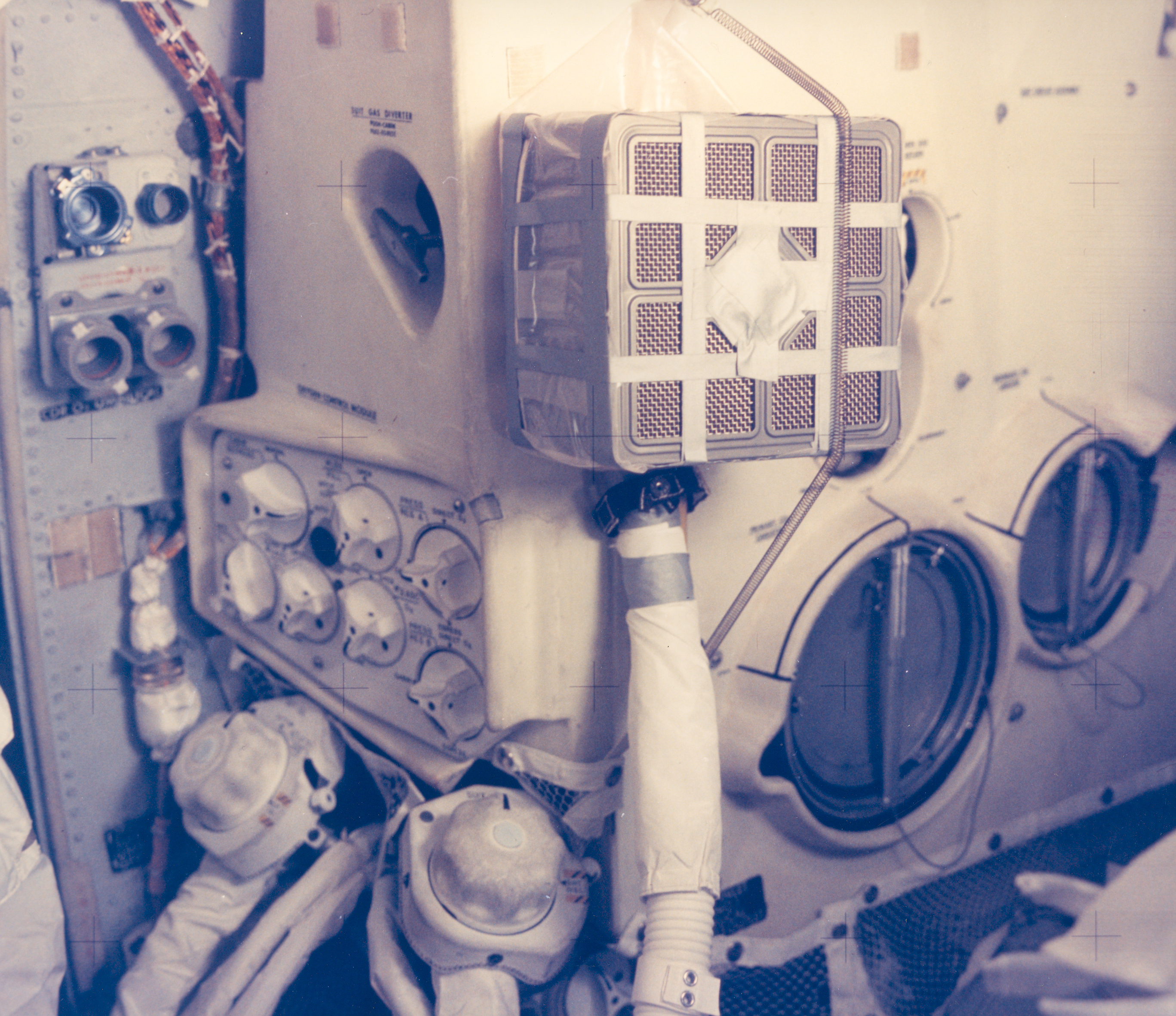
構造が異なる司令船の空気濾過装置を着陸船で用いるために、急遽手作りされた「メールボックス」。着陸船の予備のLiOHは船外に搭載されていて、電力温存すべく船外活動が制限されたため飛行士が取りに行くことは出来なかった

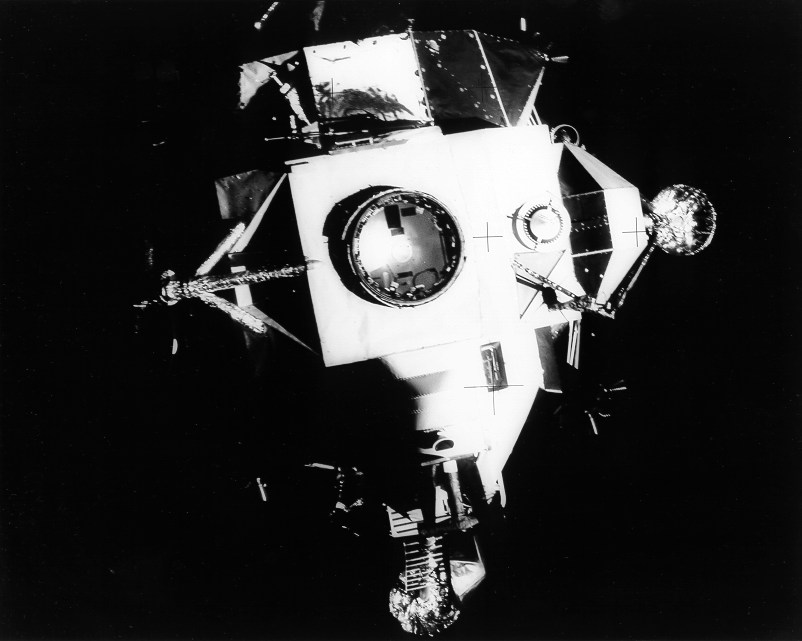
着陸船アクエリアス。地球に帰還する直前まで、救命ボートとして使用された

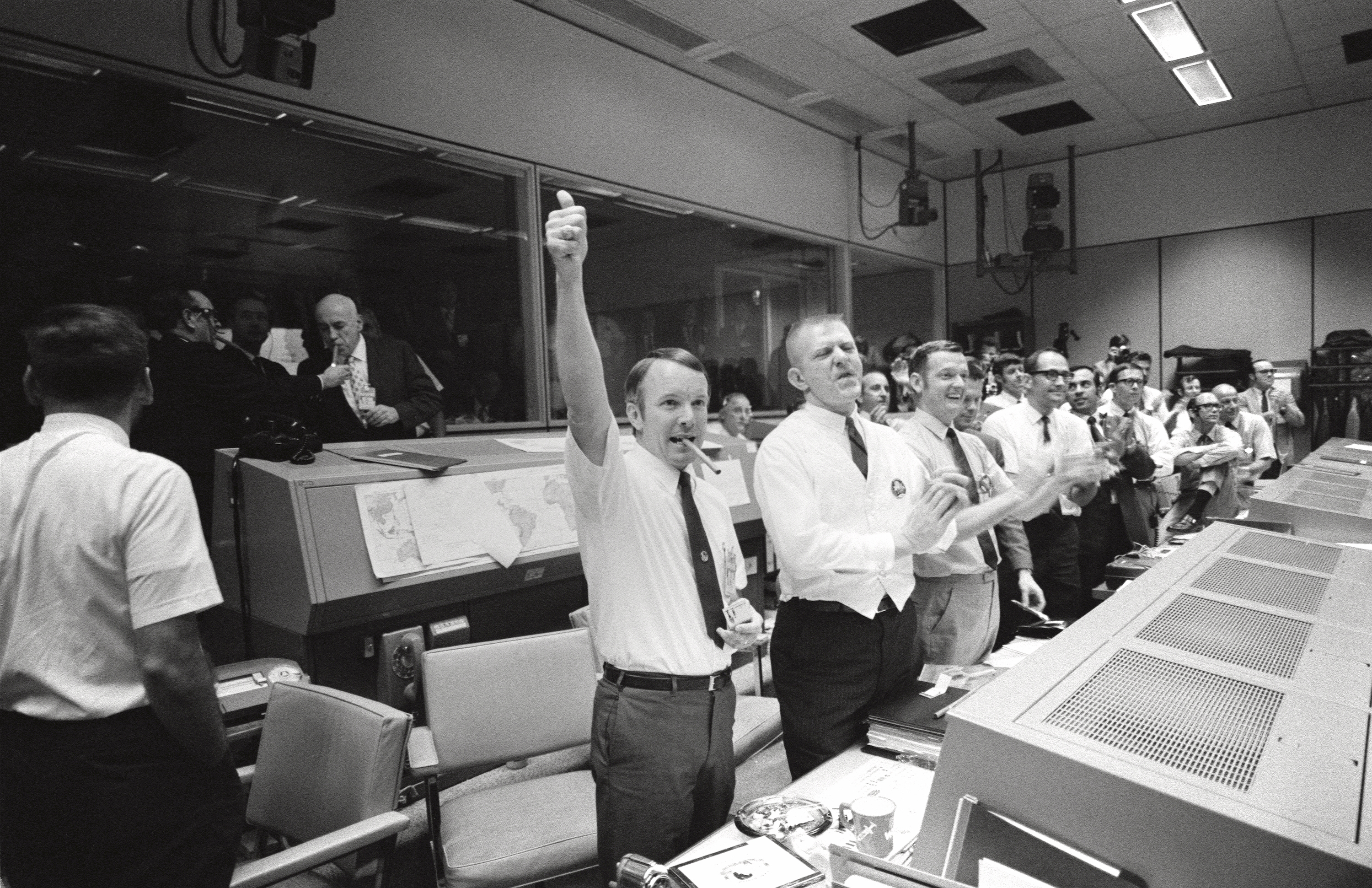
司令船オデッセイの太平洋着水成功の報に歓喜に沸く、ジョンソン宇宙センター（ヒューストン）の管制室の飛行主任（フライト・ディレクター）たち。左より、（親指を立てている人物が）グリフィン、クランツ、ルーネイ

### 着陸船の問題点
着陸船は、本来は2人の人間が宇宙に2日間滞在するように設計されており、3人の人間が4日間も生存できるようには作られてはいなかった。酸素については、着陸船は飛行士が月面で活動する際、出る前に船内を真空にし月面に降り、活動から戻ったあと再び船内を与圧する行程があるため、十分な量が搭載されていてそれほど心配する必要はなかった。
問題は、二酸化炭素(CO2)の除去に必要な水酸化リチウム(LiOH)であった。飛行士たちが呼吸をするたびに、船内に二酸化炭素が放出されるが、一定濃度以上の二酸化炭素は人体に毒性があるため、除去する必要がある。それを除去するためのフィルターに使用されている水酸化リチウムが、着陸船内に搭載されている量では、帰還まではとてももたない。予備のボトルは着陸船外の格納庫に置いてあり、通常は月面活動をする際に飛行士が取りに行くのだが、今回は船外活動をするだけの電力の余裕がない。司令船内には十分な予備があるものの、司令船の濾過装置は、着陸船とは規格が全く異なっていた。
司令船のフィルターエレメントは四角形であり、そのままでは着陸船の円形のフィルター筐体に装着することはできない。そのため地上の管制官たちは、船内にある余ったボール紙やビニール袋をガムテープで貼り合わせてフィルター筐体を製作する方法を考案し、その作り方を口頭で飛行士たちに伝えた。こうして完成させた間に合わせのフィルター装置を、飛行士たちは形状や設置状況が似ることから「メールボックス」と呼んだ。
もう一つの問題は電力であった。司令船と機械船の電力源が燃料電池だったのに対し、着陸船は酸化銀電池を使用していた。燃料電池は、副産物として水が生成される。この水は飲料水として利用されるだけではなく、機器の冷却にも用いられる。酸化銀電池では水が得られないため、大気圏再突入の直前まで電池の出力は最低限度にまで抑えられ、飛行士たちも水を飲むことは極力控えなければならなくなった。
また電力を最低限度にまで落としたために、船内の温度は極端に低くなってしまった。ホットドッグが凍ってしまうほどの寒さになったが、飛行士は宇宙服を着ることはしなかった。内部はゴム製で発汗が促進されてしまうことを懸念したためである。また、このため空気中の水分が凝結し、計器盤の上に無数の結露が発生した。この水滴は、後で司令船を再起動する際に回路を短絡させる原因となるのではないかと懸念されたが、司令船にはアポロ1号の火災事故の後、その原因となった短絡や漏電への対策が徹底的に施されていたため問題となることはなかった。

### 地球への帰還
帰還の直前、後の分析のために写真を撮るべく、まず最初に機械船を切り離した。飛行士たちが驚いたのは、酸素タンクと水素タンクを覆っている第3区画のカバーが、機械船の全長にわたってそっくりなくなっていたことであった。
着陸船アクエリアスを切り離した後、司令船オディッセイは無事太平洋に着水した。他の2人は健康状態には問題はなかったが、ヘイズ飛行士は水分の補給が不足していたために尿路感染症にかかってしまっていた。管制センターは宇宙船の軌道に影響を与えないために一時的に船外に尿を投棄しないよう指示していたのだが、飛行士たちはそれを誤解して、地球に帰還するまで尿の投棄をしないようにしていた。尿はビニール袋に貯めて船内に保管していたがビニール袋には限りがあるため、飛行士たちは排尿を少なくするために水を飲むのをできるだけ控えており、そのためにヘイズは尿路感染症に罹ってしまった。
月面着陸という目的は達成できなかったものの、爆発が発生したのが月に向かう途中のことで、着陸船の物資が手つかずの状態だったのは不幸中の幸いであった。
発射からおよそ46時間40分後、第2酸素タンクの残量表示は内部の絶縁体の損傷により、100%を切る値を示す故障が発生した。皮肉なことに、飛行士たちの命はこの故障によって救われた。故障の原因を探るため、飛行士はこの時点で低温タンク攪拌の操作をしたのだが、この操作が爆発の引き金となる（詳しくは後述）。この操作は本来の予定では月面着陸の後、すなわち着陸船分離後に行なわれることとなっていた。仮にこの故障が無ければ爆発は着陸船分離後に起こっていたと考えられ、この場合飛行士たちが助かる見込みはまずなかった。

### 事故原因

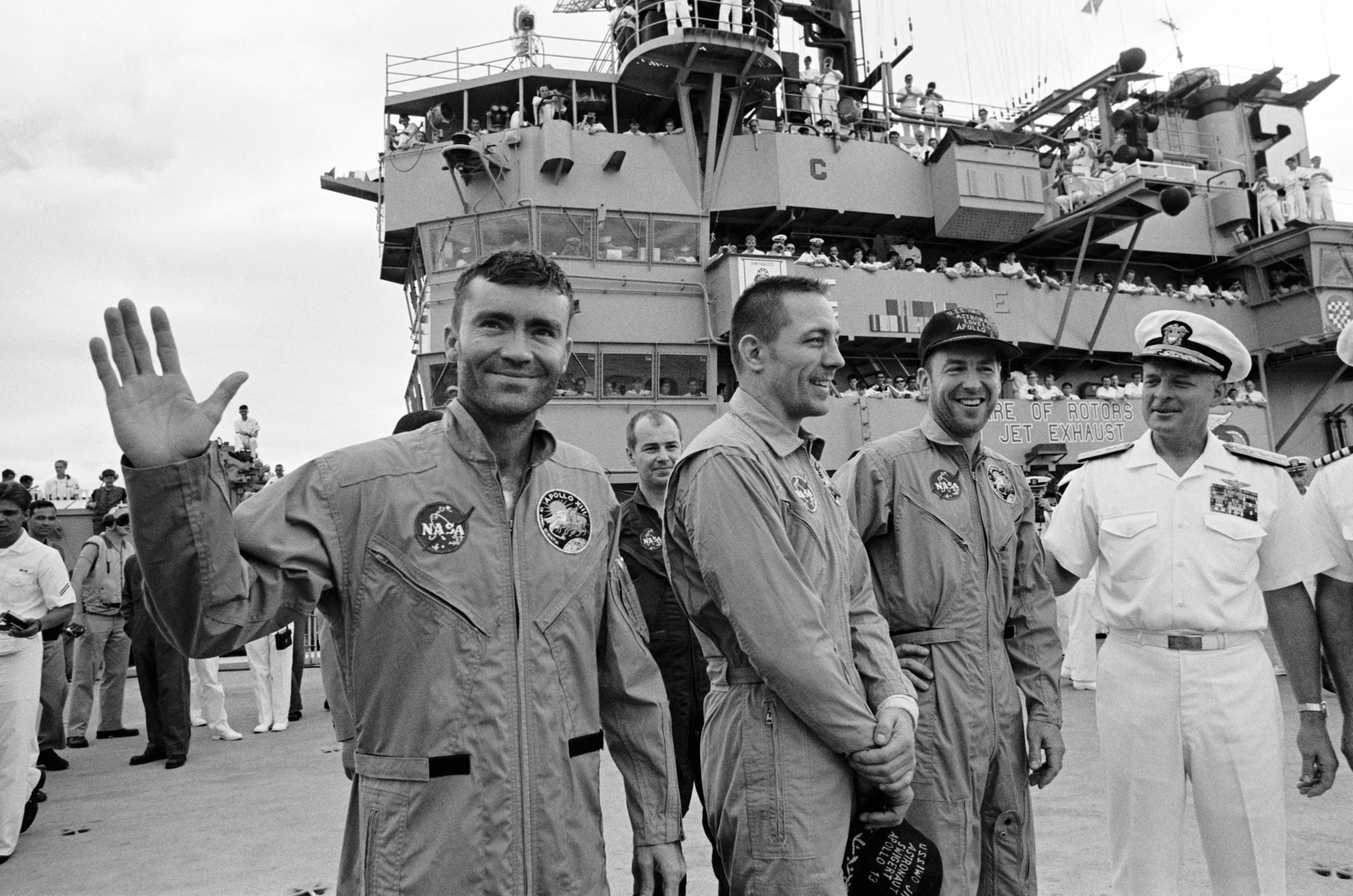
帰還後、揚陸艦イオージマの甲板に降り立った3名の飛行士

事故原因の分析には予想外に時間がかかったが、製造記録の詳細な追跡により、タンクの爆発はいくつもの要因が重なったことによって発生したことが明らかにされた。
そもそも液体酸素や液体水素のような極低温物質を貯蔵するには、気化によって発生する過大な圧力を避けるための排気系統や、熱的絶縁方法を確立することが重要になってくる。機械船のタンクの性能は極めて高く、極低温の液体酸素や液体水素を何年にもわたって保存することができるのだが、タンク内に内容物がある状態のときには、内部を見ることは構造上不可能であった。
事故に関係した部品および要因は、以下のとおりである。
部品
- 残量計
- 残量を正確に計測するための、攪拌用ファン
- 液体酸素を必要分だけ蒸発させるための加熱器（ヒーター）
- 加熱器を制御するための温度維持装置（サーモスタット）
- 温度計
- 充填および排出用のバルブとパイプ

要因
- 元々機械船の酸素タンクのヒーターとサーモスタットの規格は、司令船の28ボルトに合わせて設計されていた。ところが発射台上でタンクの充填と加圧の作業を行なう際には、65ボルトの電源が使用されていた。このため機械船の製作元のノース・アメリカン社は下請け企業のビーチクラフト社に対し、ヒーターを65ボルトの規格に合わせるよう指示し、ビーチクラフトはそれに従ってタンクを改造したのだが、この時（原因は不明だが）サーモスタットだけには何も変更が加えられなかった。
- また酸素タンクの温度計の表示の上限は100°F(38℃)で、これ以上は表示されないようになっていた。しかし通常は、27℃にまで達すればサーモスタットが作動して自動的にヒーターが停止されるため、特に問題になるものではなかった。
- 今回13号に使用された酸素タンクおよびその付属機器一式を搭載した棚は、本来は先のアポロ10号で使用されるはずのものだったが、電磁波干渉（ノイズ）の問題が発生したために、付属機器ごと取り外され修理されることになった。ところがクレーンでつり上げる際、棚を機体に取りつけている4本のボルトのうちの1本が外されていなかった。このため、2インチ（5センチメートル）ほど持ち上げたところでワイヤーが外れ、棚は元あった場所に落ちてしまった。このときの衝撃により、タンク内の酸素を抜き取る時に使用されるパイプが、本来の取りつけ位置から外れてしまった。
- この事故の後、地上での訓練をする際、タンクに液体酸素が充填された。ところが訓練終了後、先の事故で放出用のパイプが外れてしまったために、中の酸素が抜き取れなくなってしまった。今からタンク一式を取り替えるとなると、計画は大幅に遅れてしまう。そのため担当技術者は、ヒーターで液体酸素を加熱し、気化させて放出することを提案し、ラヴェル船長もこれを承認した。ヒーターのスイッチが入れられ、タンク内の温度が上昇し27℃に達した瞬間、サーモスタットが作動するはずであった。ところが回路に接続された65ボルト電源にて発生した電流が、28ボルト用に設計されていたサーモスタットを既に溶着させており、この結果ヒーターの温度制御機構は故障し機能しなくなっていた。
- 8時間後、液体酸素はすべて気化して抜き取られたが、温度制御機構の故障によってヒーターは8時間常時通電していた。そのため最終的にタンク内の温度は538℃にも達したのだが、38℃までしか表示しない温度計であったため異常に気づく者は誰もいなかった。
- これにより攪拌用ファンの電線を覆うテフロン製の被膜がほぼ焼失し、電線がむき出しになった。
- タンク内に液体酸素が再充填された時、それはもはや爆弾のような状態になっていた。飛行士が低温攪拌の操作をするためにファンのスイッチを入れたとき、むき出しになっていた電線から火花が飛び、燃え残っていたテフロンが発火した。100%純粋な液体酸素の中で発生した炎は、300ポンド(136kg)の液体酸素を一瞬のうちに気化させ、膨張した気体酸素がタンクを吹き飛ばした。
- この爆発により正常な第1タンクも損傷を負い、使い物にならなくなった。この事故を教訓として、後の飛行では2つのタンクの距離を十分に離し、さらに非常用の電源を別の区画に設置する改良が加えられた。

## 特記事項
アポロ計画を通して設定されていた飛行士のローテーションでは、13号の当初の乗組員は、ジェミニ計画のベテラン飛行士であるゴードン・クーパーを船長にした、以下のメンバーによって構成されていた。
- ゴードン・クーパー (L. Gordon Cooper, Jr.)：船長
- ドン・F・アイセル (Donn F. Eisele)：司令船操縦士
- エドガー・D・ミッチェル (Edgar D. Mitchell)：着陸船操縦士

しかしながらクーパーとアイセルは様々な理由でNASAの上層部から嫌われていた（クーパーは訓練の態度が不真面目であり、またアイセルはすでにアポロ7号で飛行していたし、結婚をめぐって家庭的な問題を抱えていた）ので、担当官でありマーキュリー・セブンのメンバーの1人ディーク・スレイトンは彼らを予備搭乗員に回した。スレイトンによると、クーパーはよほどの活躍を見せなければ13号に搭乗させるつもりはなかったのだが、結局彼は期待に応えることはできなかったのだという。これらの理由により、スレイトンが最初に提案した搭乗員の候補は、
- アラン・シェパード (Alan B. Shepard, Jr)：船長 （スレイトンと同じマーキュリー・セブンのメンバー）
- スチュアート・ルーザ (Stuart A. Roosa)：司令船操縦士
- エドガー・ミッチェル (Edgar D. Mitchell)：着陸船操縦士

であったが、シェパードは以前に内耳の手術を受けたことがあり、また1961年以来飛行を経験していないために、月飛行を行うには訓練期間が不足しているとして候補からはじかれた。このため本来は14号の正搭乗員であり、11号の予備搭乗員でもあったラヴェルたちのグループが13号に配属されたのであった。
発射の2日前、予備搭乗員の1人であったチャーリー・デュークが、自分の子供からはしかをうつされた。船長のラヴェルと着陸船操縦士ヘイズは免疫があったが、司令船操縦士のケン・マッティングリーは持っていなかったため、予備搭乗員のジャック・スワイガートと交替になった。マッティングリーは後にアポロ16号とスペースシャトル・STS-4・STS-51-Cで飛行し、海軍少将まで昇進した後、NASAおよび海軍から退役した。13号が危機に陥っている間、彼は管制センターで司令船をいかに最小限の電力で使用するかということを、シミュレーターで検討した。

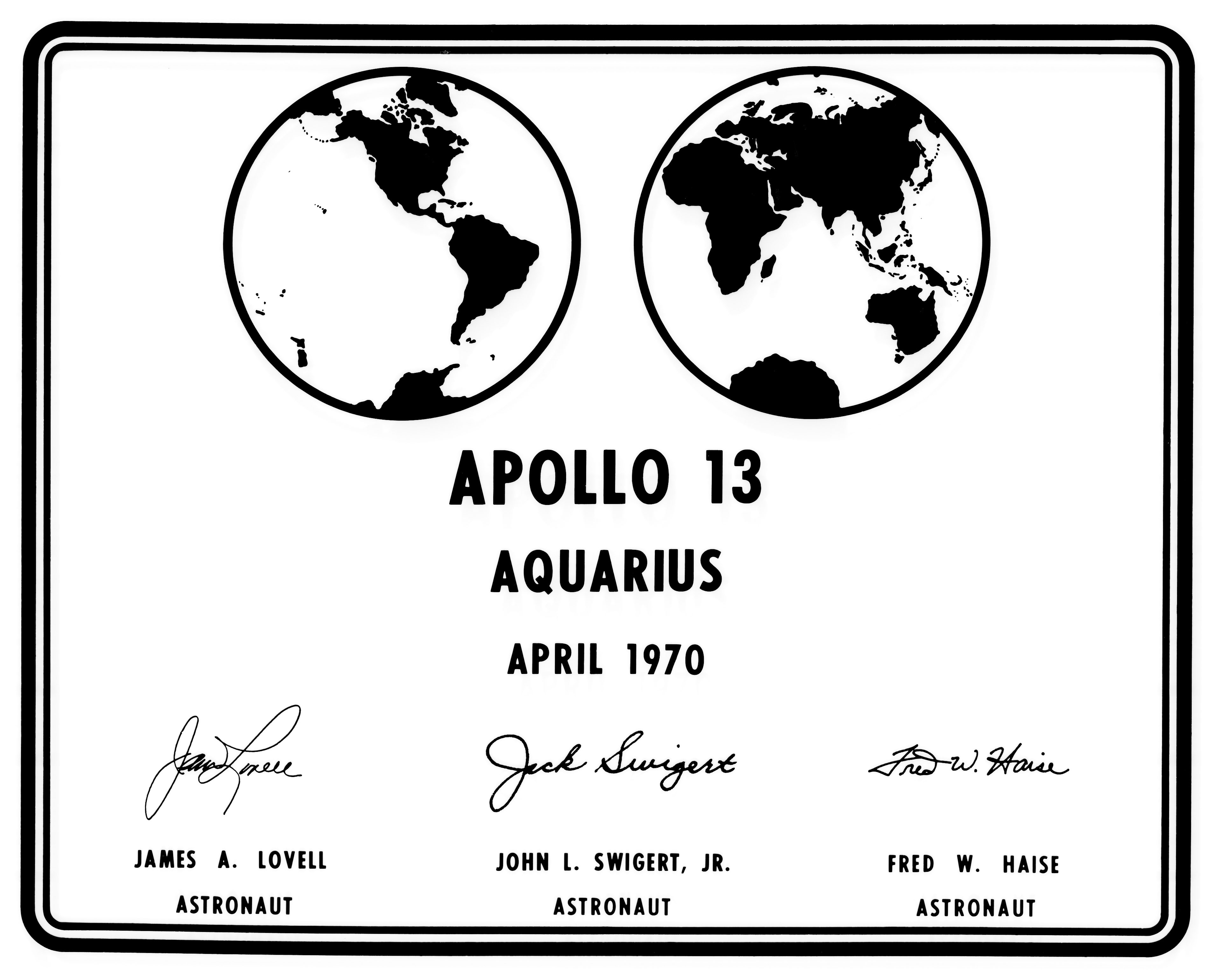
13号の飛行記念プレート

また着陸船アクエリアスの脚に貼られていた飛行記念プレートには、マッティングリーの名前が刻まれていたため、月面で交換すべく飛行士たちはスワイガートの名前が入っているものを手渡されていた。ラヴェル船長の著書「失われた月」（後に『アポロ13』に改題）によると、彼が持っている13号に関する記念品は、このプレートの他には司令船の耐熱板のかけらと、チャールズ・リンドバーグからの手紙であるという。
13号は自由帰還軌道をとったため、月の裏側を回る際、他の月飛行よりもおよそ100kmほど高い軌道を通った。このため2024年現在、人間が地球から最も遠く離れた記録となっている。もっとも地球と月の間の距離の変化は100km以上に及ぶため、13号が本当に他の月飛行よりも地球から遠ざかったとは限らないが、ギネス世界記録は、これを有人宇宙飛行の最高高度到達記録として認定しているので、ラヴェルら3人は正式な記録保持者となっている。
司令船は発射からおよそ6日後の4月17日18:07:41（UTC）、サモア島南西、西経165度22分、南緯21度38分の太平洋上に着水した。回収のための強襲揚陸艦イオー・ジマ（USS Iwo Jima）からは6.5km離れていた。
陰謀論者は、13という数字を様々に関連づけようとしている。たとえば発射日の'70年4月11日の数字を全部足すと13になり、13時13分に39番発射台（13の3倍）から発射され、事故が発生したのは4月13日である等々。他にも爆発が起きたのは19時13分であるとか、もし地上で事故が発生していれば損害額は1,300万ドルに達しただろうなどと牽強付会する者もいる。映画「アポロ13」が製作されたとき、ラヴェルはNASAがこの事故以降、宇宙船に13の番号をふらなくなったことを指摘したが、一方でアメリカが近い将来計画している有人月飛行計画は「オリオン13」と呼ばれている。
ラヴェルが月面で着用する予定だった宇宙服には、腕、足、ヘルメット、生命維持装置の部分に赤い線が書かれていた。11号と12号の飛行の後、月面活動の映像を見た関係者たちは、飛行士たちがヘルメットのサンバイザーを降ろしてしまうと、誰が誰なのか全く分からなくなってしまうことに気づいた。そのため急遽対策として、宇宙服に赤い線を入れて個人を区別することにした。なお、この識別方法はその後のアポロ計画やスペースシャトル、さらに国際宇宙ステーション計画でも継続して採用されている。
13号は月面着陸は達成できなかったものの、関係者が迅速かつ果敢に対応して危機を乗り越えたことにより、「成功した失敗」と呼ばれている。飛行士と地上の管制官たちは、その功績により大統領自由勲章を受章した。
着陸が実行できなかったことにより、アポロ月面実験装置群(Apollo Lunar Surface Experiments Package)に搭載されていた各種科学実験もできなくなってしまった。たとえばその中の一つに、月面の大気（月には地球の100兆分の1以下という極めて低い気圧ながらも、大気が存在する）を調べる、冷陰極計測実験(Cold Cathode Gauge Experiment)があった。これは12、14、15、16号でも行なわれた冷陰極イオン計測実験と同じものであったが、他の飛行では計測器は月面熱イオン検出器に接続されていたのに対し、13号では計測器自体が独立していたのが特徴であった。実験装置群に搭載されていた他の主な計測装置には、月が内部の熱を宇宙空間に放出する割合を調べることによって月の年齢を探る「熱流量計測装置(Heat Flow Experiment)」、月の地震（月震）を計測する「受動式月震計(Passive Seismic Experiment)」、月面に降り注ぐ宇宙線を計測する「月面荷電粒子計測装置(Charged Particle Lunar Environment Experiment)」などがあった。

### 牽引料
着陸船を製作したグラマン社は、司令船を製造したノース・アメリカン・ロックウェル社に対し、月からの帰路の大部分を着陸船が牽引したことについて総額31万2421ドル24セントの請求書を発行し、13号が無事に帰還した後、パイロットのサム・グリーンバーグが書いた送り状とともに冗談として送付した。送り状には20%の官公庁向け割引と、もしノース・アメリカンが現金で一括して支払う場合には、さらに2%の割引をする旨が書かれていた。これに対しノース・アメリカンは、「当社の司令船が10、11、12号の飛行で往路に着陸船を牽引した時には、料金の支払いは一切求めなかった」として、グラマン社の請求を丁重に断った。このジョークはアポロ13号が地球への帰還を目指して航行している最中に考案され、極限の緊張に包まれた管制室に束の間の笑いをもたらした。
```
・牽引：最初の1マイル＝＄4.00　その後1マイル毎に＝＄1.00　合計＝＄400004.00
・バッテリー充電：客先の要請により出張。充電ケーブルは客先のものを使用。 合計＝$4.05
・酸素：1ポンド当たり＄10.00 合計＝＄500.00
・宿泊設備：2人分、テレビなし、エアコンとラジオ付き、修正アメリカン・プラン　眺望よし、料金前納済み。
   （宿泊者追加の場合は＝1人1晩につき＄8.00）
・官公庁向け料金割引：20％
・請求総額＝＄312421.24
※注記：月面着陸船のチェック・アウト・タイム＝金曜の正午まで。その後、宿泊設備提供の保障なし。
```

### 計画の徽章
13号の徽章には、ローマ数字で「XIII」と記された計画番号と、3頭の天馬がアポロの戦闘馬車となって宇宙を駆ける姿が描かれている。またラヴェルが海軍軍人であったことから、海軍兵学校の校訓「Ex scientia tridens（知識から、海の力を）」を借用して、「Ex luna, scientia（月から、知識を）」という標語が書かれている。アポロ計画全体の中で、徽章に飛行士の名前が書かれていないのは11号とこの13号だけであったが、元々搭乗する予定だったマッティングリー飛行士が発射の2日前に病気で交替になったため、これはむしろ幸運だった。デザインをしたのは画家のルーメン・ウィンターで、自身が以前に描いたニューヨークのホテルの壁画を元にしてこの図案にした。その壁画は、後に「アポロ13」でラヴェルの役を演じた俳優のトム・ハンクスが購入し、ラヴェルの息子が経営するシカゴのレストランに飾られている。

### 機体
アポロ12号は、発射前日に機械船の燃料タンクが真空漏れを起こしたため、13号のタンクと交換する共食い整備が行われた。13号に多く付きまとうケチの一つとなっている。

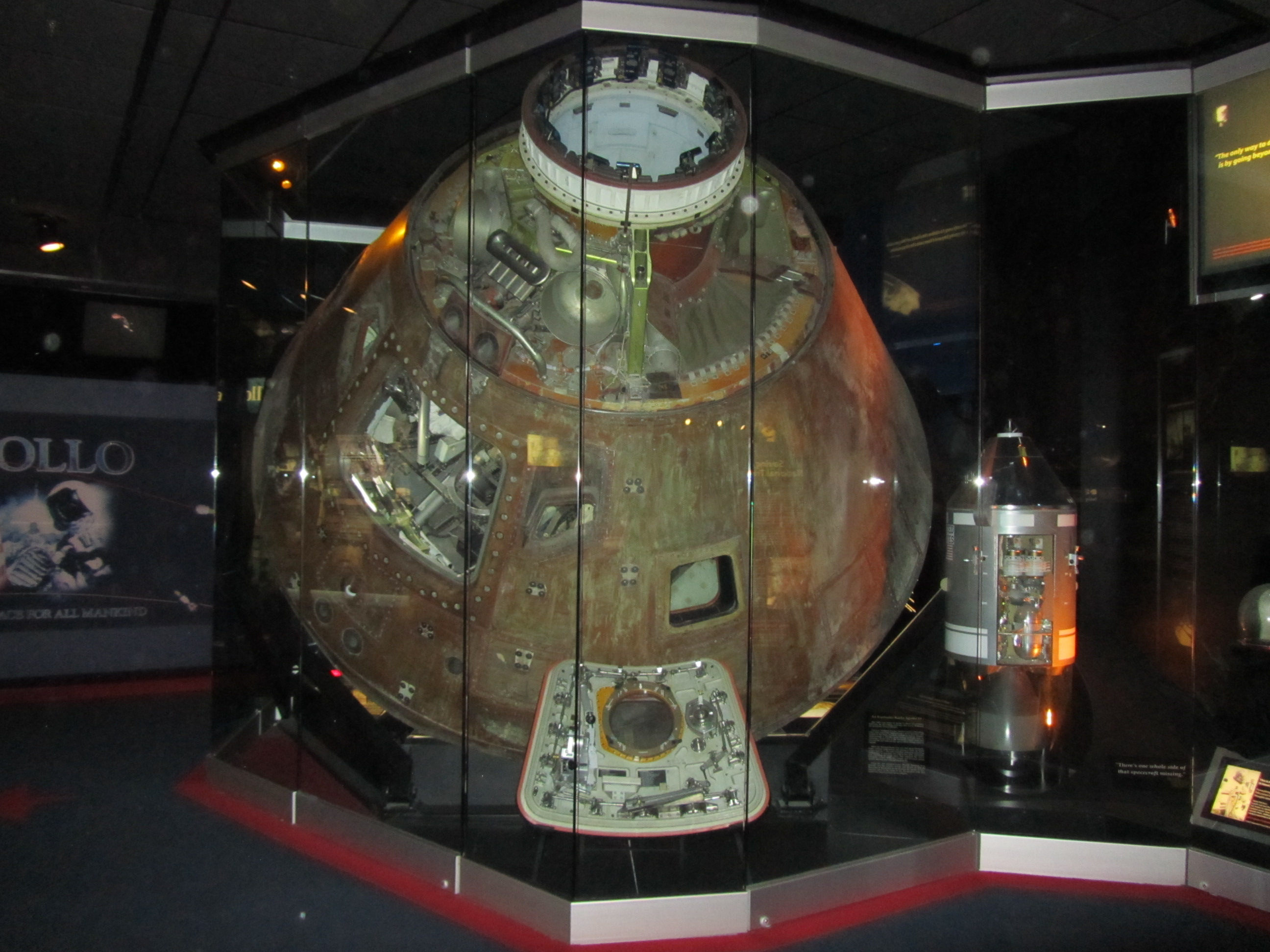
カンザス宇宙センターに展示されているアポロ13号司令船

帰還後、司令船内の機械類は事故調査のためにすべて取り外された。代わりに水中脱出訓練で使用されたBP-1102Aという機体の計器類が搭載され、パリの航空宇宙博物館に展示された。その後はケンタッキー州ルイビルの国立歴史科学博物館に移され、2000年にはオリジナルの計器類がセットし直されて、2021年現在はカンザス州ハッチンソンの博物館に展示されている。
着陸船は1970年4月17日、大気圏に再突入して消滅した。その際、月面実験装置群の動力である原子力電池が太平洋に落下するよう軌道制御された。燃料のプルトニウムは大気圏で燃え尽きることなく、ニュージーランド北東のトンガ海溝の底に沈み、以降2,000年間は放射線を発し続けると見られている。

## 映画や出版物など
映画 「ヒューストン、問題が発生した」
1974年に公開された「ヒューストン、問題が発生した (Houston, We've Got a Problem)」という映画は完全なフィクションで、事故は地上の職員が原因で引き起こされ、計画のスケジュールは完全に崩壊し飛行士たちの生命はさらなる危険にさらされ、ただニュースの記事とナレーターの重々しい声のみが事実を伝えている、というものであった。
楽曲 「アポロ13号のバラード」
1983年には「発射10秒前、秒読み続行：宇宙世代の歌」という題名のカセットテープに録音された歌集がオフ・セントール・プロダクションから発売され、その中に「アポロ13号のバラード」という曲が収録されていた。
映画 「アポロ13」
ジム・ラヴェルとジェフリー・クルーガーの共著『失われた月』（Lost Moon、日本語版タイトル『アポロ13』）は、1994年に刊行され、翌1995年に『アポロ13』というタイトルで映画化された。監督はロン・ハワードで、ラヴェル船長はトム・ハンクス、ヘイズ飛行士はビル・パクストン、スワイガート飛行士はケヴィン・ベーコン、飛行主任ジーン・クランツはエド・ハリス、ラヴェル夫人はキャスリーン・クインラン、マッティングリー飛行士はゲイリー・シニーズが演じた。またラヴェル夫妻本人もカメオ出演している。
ジーン・クランツを始めとする何人かの主要人物たちは、「この映画は事実を忠実に再現しているが、映画的に演出された箇所もところどころ見られる」とコメントしている。技術的な誤りも指摘されていて、たとえば事故の瞬間の「ヒューストン、何か問題が発生したようだ (Houston, we've had a problem.)」というラヴェルの報告が、「ヒューストン、問題が発生した (Houston, we have a problem.)」になっているところなどである。
全米映画ランキングなどでは当初は批判的な意見が多かったが、後にはアカデミー賞の最優秀作品賞、助演男優賞（ハリス）、助演女優賞（クインラン）にノミネートされ、最優秀編集賞と最優秀録音賞を獲得した。この映画は、アポロ計画やアメリカの宇宙開発の歴史に関する一般の興味を喚起したと言ってよい。
テレビドラマ 「フロム・ジ・アース/人類、月に立つ」
トム・ハンクスやロン・ハワードなど映画『アポロ13』に関わったスタッフを中心に、1998年にはアポロ計画を描いたテレビドラマシリーズ『フロム・ジ・アース/人類、月に立つ』(From the Earth to the Moon) が制作された。この中で、アポロ13号の事故にまつわるエピソードは「番組を中断して (We Interrupt This Program)」というタイトルで扱われている。内容は計画を細部にわたって忠実に再現しようとしたもので、きわめてドキュメンタリー・タッチのものである。